# Nelly Tchayem
Nelly Tchayem (née le 4 août 1983 à Lille) est une athlète française, spécialiste du triple saut. 

## Biographie
Elle remporte deux titres de championne de France du triple saut : un en plein air en 2010, et un en salle en 2003.

### Palmarès
- Championnats de France d'athlétisme :
  - vainqueur du triple saut en 2010
- Championnats de France d'athlétisme en salle :
  - vainqueur du triple saut en 2003

### Records
| Épreuve     | Performance | Lieu   | Date          |
| ----------- | ----------- | ------ | ------------- |
| Triple saut | 13,90 m     | Walnut | 16 avril 2011 |